# Institut Thomas-More
Ne doit pas être confondu avec Institut Thomas More.
 (novembre 2022).
L’institut Thomas More est un laboratoire d'idées libéral-conservateur basé à Bruxelles et Paris, créé en 2004.

## Idéologie
Fondé en 2004 par l'ancien ministre français de la Défense Charles Millon, l’institut Thomas More est un laboratoire d'idées libéral-conservateur et catholique, qui se décrit comme conservateur.

## Organisation
En 2019, l'institut Thomas More est présidé par Christian Boon-Falleur, chef d'entreprise belge et administrateur du groupe international AF compressors. Jean-Thomas Lesueur en est le délégué général. La même année, son conseil d'administration est composé de 9 membres, dont l'ancien ministre de la Défense français, Charles Millon.

## Publications
- Jean-Thomas Lesueur, Immigration : Propositions pour une politique intégrale, novembre 2022

- Cyrille Dalmont, L’impossible souveraineté numérique européenne : Analyse et contre-propositions, mars 2021

- Jean-Pierre Schaeken Willemaers, Péril sur l’électricité belge, Bruxelles, Texquis, 2018
- Jean-Thomas Lesueur et Aymeric de Lamotte, L’audiovisuel public français est-il pluraliste ?, 2024[5]